# Les Belles Créatures
Pour plus de détails, voir Fiche technique et Distribution.
Les Belles Créatures (Berdreymi, litt. « Un cauchemar ») est un film multinational réalisé par Guðmundur Arnar Guðmundsson et sorti en 2022.
Il est présenté dans la section « Panorama » de la Berlinale 2022.

## Synopsis
Le film raconte un groupe d'adolescents de la banlieue de Reykjavík qui se considèrent comme des étrangers et sèment la violence pour résoudre leurs différends.

## Fiche technique
Sauf indication contraire, les informations mentionnées dans cette section peuvent être confirmées par la base de données cinématographiques IMDb,  présente dans la section « Liens externes ».
- Titre original islandais : Berdreymi
- Titre danois, néerlandais, suédois, tchèque : Beautiful Beings
- Titre français : Les Belles Créatures[3]
- Réalisation et scénario : Guðmundur Arnar Guðmundsson
- Musique : Kristian Eidnes Andersen
- Direction artistique : Aron Martin Ásgerðarson
- Décors : Hulda Helgadóttir
- Costumes : Helga Rós Hannam
- Photographie : Sturla Brandth Grøvlen
- Montage : Andri Steinn Gudjónsson et Anders Skov
- Son : Jan Schermer
- Production : Anton Máni Svansson
  - Coproduction : Jeroen Beker, Linda van der Herberg, Caroline Ljungberg, Jesper Morthorst, Peter Possne, Lise Orheim Stender, Pavel Strnad et Nima Yousefi
  - Production exécutive : Birgitta Bjornsdottir et Guðmundur Arnar Guðmundsson
- Sociétés de production : Join Motion Pictures (Islande), en coproduction avec Bastide Films (Pays-Bas), Film i Väst (Suède), Hobab (Suède), Motor (Danemark) et Negativ (Tchéquie)
- Sociétés de distribution : Sena (Islande) ; Outplay Films (France)
- Pays de production :  Danemark,  Islande,  Pays-Bas,  Suède,  Tchéquie
- Langue originale : islandais
- Format : couleur – 1,85:1[4] – son 5.1
- Genre : drame initiatique
- Durée : 123 minutes
- Dates de sortie[5] :
  - Allemagne : 11 février 2022 (Berlinale)
  - Islande : 22 avril 2022
  - Tchéquie : 15 septembre 2022
  - Pays-Bas : 29 septembre 2022
  - Danemark : 20 octobre 2022
  - Suède : 25 novembre 2022
  - France : 25 septembre 2024
- Classification :
  - Islande : interdit aux moins de 14 ans[6]

## Distribution
- Birgir Dagur Bjarkason : Arnar dit "Addi"
- Áskell Einar Pálmason : Baldur dit "Balli"
- Viktor Benóný Benediktsson : Konrad dit "Konni"
- Snorri Rafn Frímannsson : Siggi
- Aníta Briem : Guðrún, la mère d'Addi
- Ísgerður Gunnarsdóttir : Hulda, la mère de Balli
- Ólafur Darri Ólafsson : Svenni, le beau-père de Balli
- Kristín Ísold Jóhannesdóttir : Hófí, la sœur de Balli
- Blær Hinriksson : Símon
- Stefán Franz Guðnason : Jónas
- Aðalbjörg Emma Hafsteinsdóttir : Fríða
- Sunna Líf Arnarsdóttir : Helga
- Davíð Guðbrandsson : Haukur, le père d'Addi

## Production

### Développement
En octobre 2019, le réalisateur Guðmundur Arnar Guðmundsson cherche des adolescents âgés entre 13 et 16 ans pour les rôles principaux dans son prochain film intitulé Berdreymi, dont il est également scénariste, s'inspirant de son adolescence à Reykjavík, et produit par Anton Máni Svansson pour la société Join Motion Pictures. En janvier 2022, le film est coproduit par les sociétés venant cinq pays européens, dont Danemark, Suède, Pays-Bas et la République tchèque.
À propos du titre original, Berdreymi, signifie « un cauchemar » en islandais, bien qu'« en Islande, il est assez courant et accepté de parler de rêves, de surnaturel et de faire de la  bonne aventure. Pour moi, c'est à un moment de ma vie où je ne me comportais pas comme je le devrais, mon intuition est devenue de plus en plus forte. Je faisais des cauchemars, je me réveillais et je pensais… oh putain ! je ne peux pas continuer comme ça. Cela m’a en partie aidé à trouver ma voie et cela a été une inspiration pour le film. Je crois fermement qu'il faut suivre son intuition, surtout pendant ces années de formation », s'explique le réalisateur.

### Attribution des rôles
En janvier 2022, lors de la révélation de la sélection du film à la Berlinale, les jeunes acteurs débutants Birgir Dagur Bjarkason, Áskell Einar Pálmason, Viktor Benóný Benediktsson et Snorri Rafn Frímannsson sont mentionnés dans les rôles principaux, ainsi que les acteurs expérimentés Aníta Briem, Ólafur Darri Ólafsson et Ísgerður Gunnarsdóttir.

### Tournage

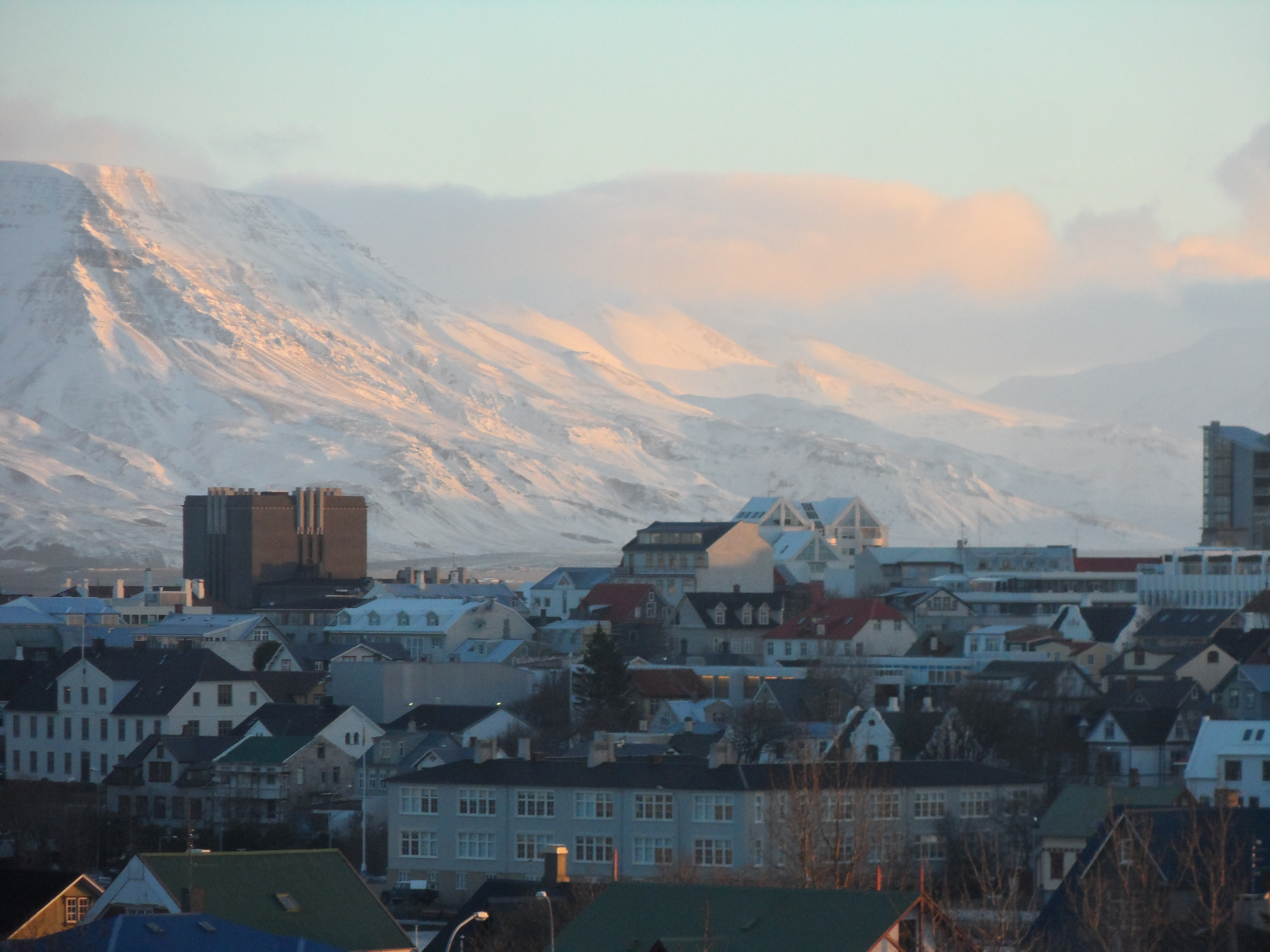
Le quartier Vesturbær.

Le tournage débute en août 2020. Il a lieu à Reykjavik, où se trouve la maison de Balli dans la rue Óðinsgata (is) et le quartier Vesturbær qui est un guetto, « la partie de l'Islande que vous ne voyez pas — vous voyez toute la nature et autres, mais vous ne voyez pas ce côté sombre de Reykjavik ! », avoue le jeune acteur Birgir Dagur Bjarkason dans un interview.

### Musique
La musique du film est composée par le Danois Kristian Eidnes Andersen, une seconde collaboration avec le réalisateur Guðmundur Arnar Guðmundsson après son premier film Heartstone (Hjartasteinn, 2016).
Tout le long du film, quelques chansons sont reconnues ou non :
- Moan d'Anders Trentemøller (2006)
- Bereft de Mogo Homo (2015)
- Deceive d'Anders Trentemøller (2006)
- Þið eruð frábær de Botnleðja (1984)
- Kokaloca de Dr. Mister & Mr. Handsome (is) (2017)
- Sleep de Bang Gang (2000)
- Too Late de Hermigervill (2012)
- Sudno de Molchat Doma (2020)
- Wanted 2 Say de Samaris (2013)
- Stórir Strákar Fá Raflost (Live) d'Egó (en) (2006)
- Kamelgult de Teitur Magnússon (is) (2008)
- Work It With Soul de Douglas Charles Morrison (2010)
- Arpeggiator, Gulur d'Ensími (is) (2017)
- My Arms de Bloodgroup (2010)
- Spáðu í mig de Megas (1983)
- Ammæli de The Sugarcubes (1988)
- Hjálpaðu mér upp de Björn Jörundur Friðbjörnsson (en) (1992)
- Fram á nótt de Nýdönsk (en) (1995)
- Er þetta ást? de Paul Oscar (1998)
- Higher and Higher de Jet Black Joe (2008)
- Mýrin de Hljóðbrot (1991)
- Brúðguminn de Hljóðbrot (1991)

## Accueil

### Festivals et sorties

#### Islande

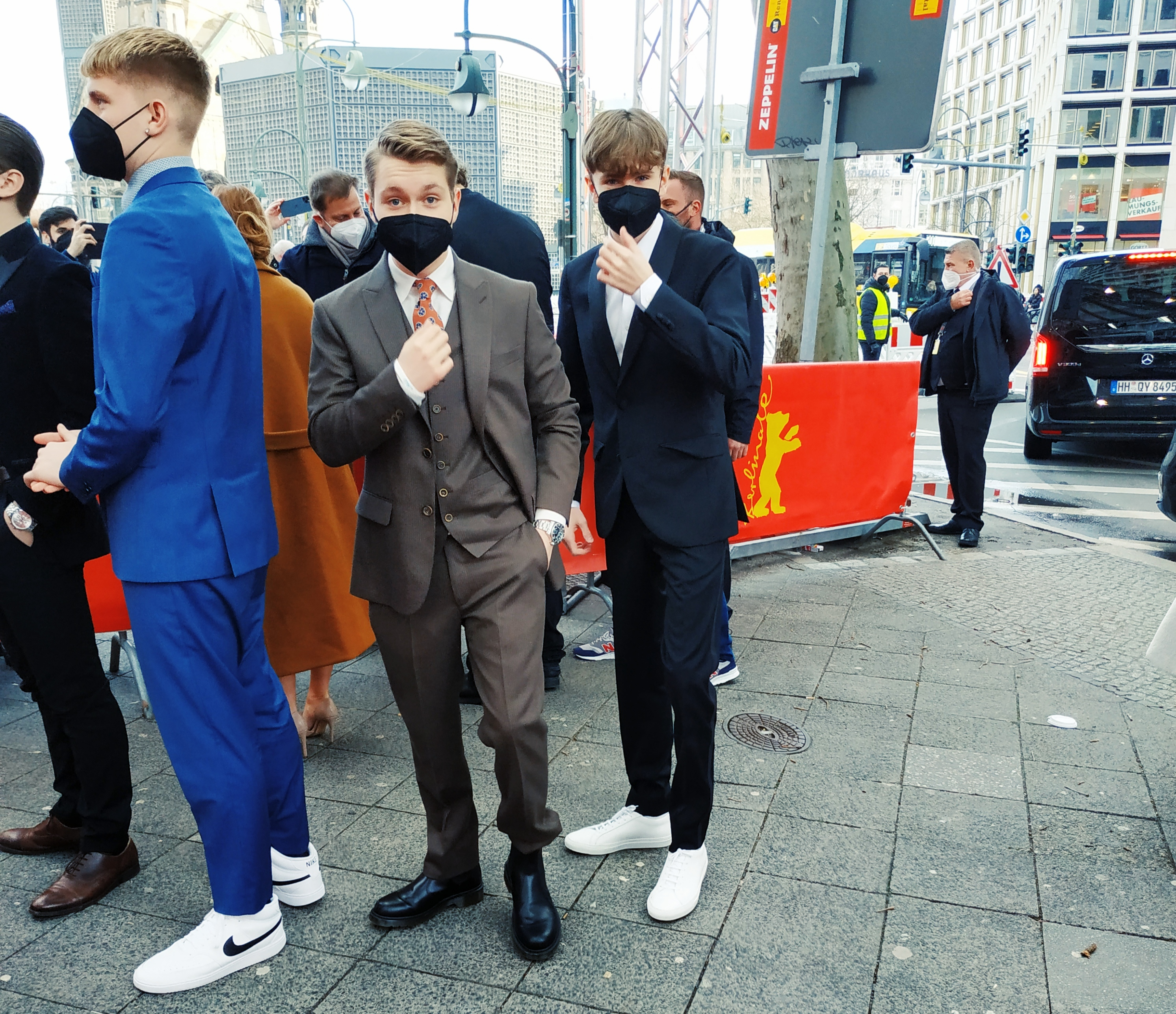
Les jeunes acteurs Viktor Benóný Benediktsson, Birgir Dagur Bjarkason et Áskell Einar Pálmason à la Berlinale 2022.

Mi-janvier 2022, le film est sélectionné pour l'avant-première mondiale, dans la section « Panorama » de la Berlinale. Il y projette le 11 février 2022, et s'avère « extrêmement bien accueilli par le public et par la critique », de même que le producteur Anton Máni Svansson y a récolté le prix pour ce film et que le Label Europa Cinemas va soutenir sa distribution dans 44 pays en Europe. Le 10 avril, la date de sa sortie est annoncée ce 22 du même mois dans les salles islandaises, dévoilant affiche et bande annonce. En septembre suivant, l'Islande opte le film pour la prochaine catégorie du meilleur film international à la 96e cérémonie des Oscars : « C'est une opportunité et un honneur unique de pouvoir présenter la contribution de l'Islande aux Oscars dans la catégorie du meilleur film international », déclare Lilja Dögg Alfreðsdóttir, ministre du Tourisme, du Commerce et de la Culture.

#### France
En France, en septembre 2022, il est sélectionné dans la section « Compétition internationale » du Festival international du film de La Roche-sur-Yon, où il est projeté le 19 octobre 2022 au Manège et le réalisateur récolte le grand prix du meilleur film,,. La société de distribution Outplay annonce la sortie du film, le 25 septembre 2024, dans les salles obscures.

### Accueil critique
Le site Rotten Tomatoes mentionne 83 % des 23 critiques professionnelles donnent au film une critique positive, avec une note moyenne de 6.9⁄10. Metacritic note 58⁄100 de la part de 9 critiques.
En France, le site Allociné mentionne une moyenne de 3.4⁄5, d'après l'interprétation de 14 critiques de presse.

### Box-office
Les Belles Créatures, pour le premier week-end, se trouve directement à la première place du box-office islandais, avec 1 260 spectateurs.
Pour le premier jour de sa sortie en France, ayant lieu le 25 septembre 2024, il accueille 381 spectateurs, dont 235 en avant-première, et se classe à la dixième place du box-office français.

## Distinctions

### Récompenses
- Berlinale 2022 : Label Europa Cinemas[13]
- Festival international du film de La Roche-sur-Yon 2022 :
  - Section « Compétition internationale »[27]
  - Grand prix du jury du meilleur film pour Guðmundur Arnar Guðmundsson[28]
- Festival international du film de Stockholm 2022 : meilleur scénario pour Guðmundur Arnar Guðmundsson[29]
- Edda Awards 2023 : meilleur film[30]

### Nominations et sélections
- Berlinale 2022[13] :
  - Sélection officielle, section « Panorama »
  - Prix Teddy du meilleur film
- Edda Awards 2023[30] :
  - Meilleure réalisation pour Guðmundur Arnar Guðmundsson
  - Meilleur scénario pour Guðmundur Arnar Guðmundsson
  - Meilleur acteur pour Birgir Dagur Bjarkason et Viktor Benóný Benediktsson
  - Meilleur acteur dans un second rôle pour Blær Hinriksson
  - Meilleur montage pour Andri Steinn Gudjónsson et Anders Skov
  - Meilleurs effets visuels
  - Meilleurs costumes pour Helga Rós Hannam
  - Meilleur maquillage pour Kristín Kristjánsdóttir
  - Meilleure photographie pour Sturla Brandth Grøvlen